# Taterillus gracilis
Il taterillo gracile (Taterillus gracilis  Thomas, 1892) è un roditore della famiglia dei Muridi diffuso nell'Africa occidentale.

## Descrizione
Roditore di piccole dimensioni, con la lunghezza della testa e del corpo tra 91 e 135 mm, la lunghezza della coda tra 116 e 178 mm, la lunghezza del piede tra 26 e 33 mm, la lunghezza delle orecchie tra 16 e 23 mm e un peso fino a 81 g.

Le parti superiori sono rossastre brillanti, più scure lungo la spina dorsale e più chiare sui fianchi. Le parti ventrali e le zampe sono bianche. La linea di demarcazione lungo i fianchi è netta. La coda è più lunga della testa e del corpo, marrone sopra, giallastra sui fianchi e sotto e termina con un ciuffo di lunghi peli brunastri. Il cariotipo è 2n=36-39 FN=42-44.

## Biologia

### Comportamento
È una specie terricola e notturna. Di giorno si rifugia in tane semplici profonde fino a 55 cm.

### Alimentazione
Si nutre principalmente di granaglie come il miglio, ma anche di foglie, steli d'erba e nelle stagioni secche di insetti.

### Riproduzione
Si riproduce durante la stagione delle piogge. Le femmine danno alla luce 1-8 piccoli dopo una gestazione di 30 giorni. Raggiungono la maturità sessuale dopo 12 settimane. L'aspettativa di vita in natura è di 2 anni, mentre in cattività è il doppio.

## Distribuzione e habitat
Questa specie è diffusa nell'Africa occidentale dal Senegal al Ciad sud-occidentale.
Vive nelle pianure sabbiose cono substrato solido e nelle savane.

## Tassonomia
Sono state riconosciute 4 sottospecie:
- T.g.gracilis: Senegal, Gambia, Mali meridionale;
- T.g.angelus (Thomas & Hinton, 1920): Burkina Faso, Costa d'Avorio nord-orientale, Ghana, Togo, Benin, Niger sud-occidentale; Nigeria nord-occidentale;
- T.g.meridionalis (Robbins, 1974): Nigeria sud-occidentale;
- T.g.nigeriae (Thomas, 1911): Nigeria settentrionale, Niger meridionale, Ciad sud-occidentale;.

## Conservazione
La IUCN Red List, considerato il vasto areale, la popolazione numerosa, la presenza in diverse aree protette e la tolleranza alle modifiche ambientali, classifica T.gracilis come specie a rischio minimo (Least Concern).